# プレヴェン
座標: 北緯43度25分 東経24度37分 / 北緯43.417度 東経24.617度

プレヴェン
Плевен

プレヴェン ブルガリア内のプレヴェンの位置

プレヴェン（ブルガリア語:Плевен / Pleven、発音:[ˈplɛ.vɛn]）は、ブルガリア北部の都市、およびそれを中心とした基礎自治体であり、プレヴェン州の州都である。
トルコ語での呼称はプレヴネ（Plevne）であり、歴史的に、英語等ではプレヴナ（Plevna）とも呼ばれる。1945年のブルガリアの正書法改革の以前は、街の名前は「Плѣвенъ」と綴られ、この時に廃止されたキリル文字のѣ（ヤト）が含まれていた。
露土戦争の重要な包囲戦であった1877年のプレヴェン包囲で知られ、今日ではブルガリア北中部および北西部の経済の拠点として、同地域でヴァルナおよびルセに次ぐ人口を持っている。

## 地理
プレヴェンは、歴史的にはモエシアと呼ばれる地方に含まれ、農耕地帯であるドナウ平原の中心にあり、石灰岩の丘陵地帯プレヴェン丘陵に囲まれている。プレヴェンはブルガリア北部の中央にあり、政治、経済、行政、文化、運輸の拠点として重要な位置にある。ブルガリアの首都ソフィアからは170キロメートル、黒海岸からは西に320キロメートル、ドナウ川からは南に50キロメートルに位置している。
ヴィト川（Вит / Vit）が町の近くを流れており、小さなトゥチェニツァ川（Тученица / Tuchenitsaが合流している。）
内陸性の気候であり、冬は寒く（-15°C程度まで下がる）、夏は暑く乾いている（35から44°C程度まで上がる）。

## 歴史

### 有史以前から古代
この地域で最も古い人類の痕跡は紀元前5千年紀の新石器時代にまでさかのぼる。

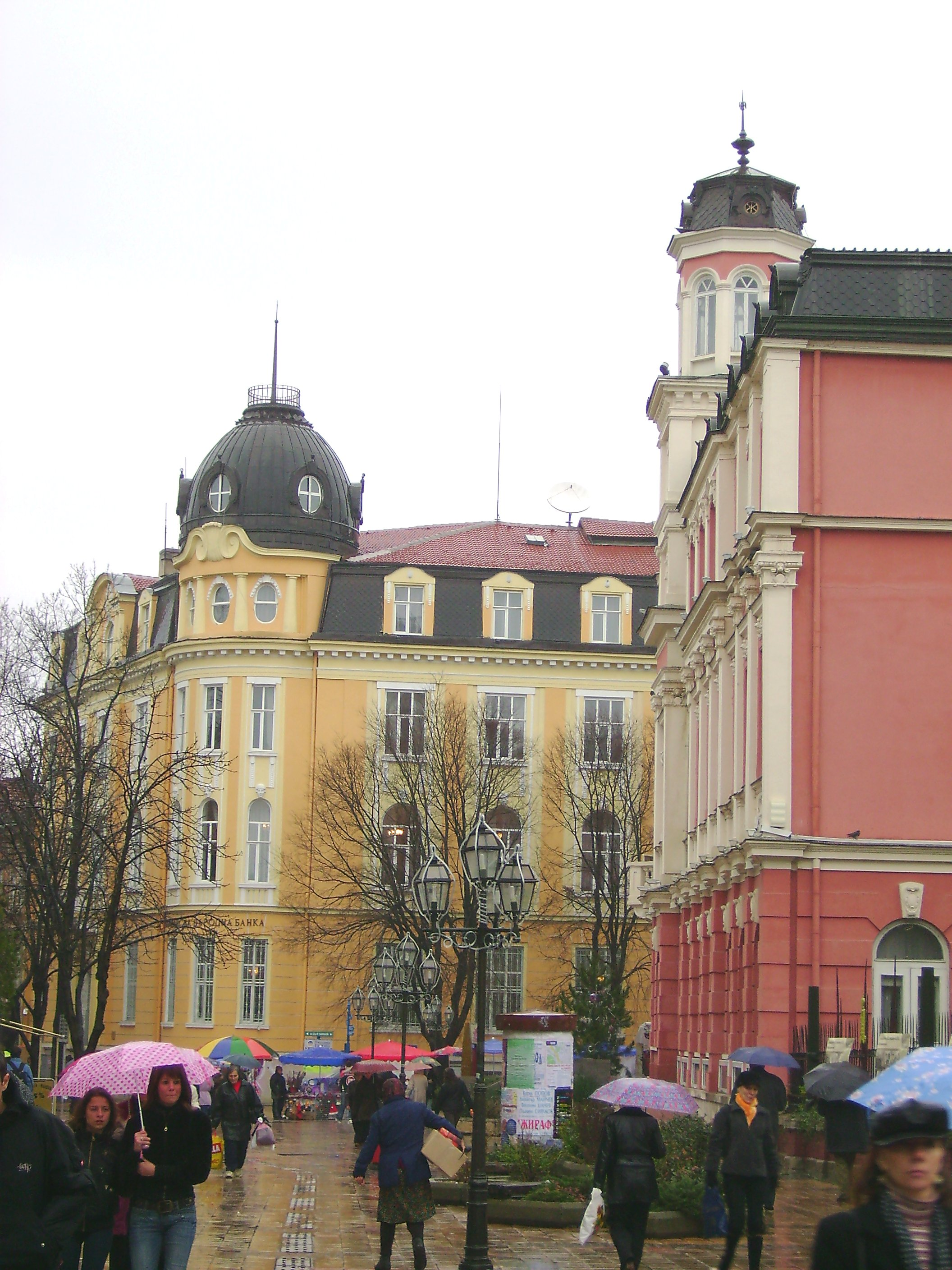
プレヴェン中心部の通り

ブルガリアで最大の黄金の財宝をはじめとする数多くの考古学的遺物が見つかっており、この地方に長く住んできたトラキア人の豊かな文化を示している。
古代ローマ時代に入り、この地域はモエシア属州の一部となり、オエスクス（Oescus、現在のギゲン）と、ピリッポポリス（Philippopolis、現在のプロヴディフ）とを結ぶ街道沿いに、ストルゴシア（Storgosia）と呼ばれる都市が現在のプレヴェンの近くに築かれた。後にストルゴシアは要塞化された。現在のプレヴェン近くから見つかった原始キリスト教時代の4世紀のバシリカの遺跡は、この時代のブルガリアに関する最も価値ある遺跡のひとつである。

### 中世
中世の間、プレヴェンは第一次ブルガリア帝国および第二次ブルガリア帝国の要塞として発展が進んだ。スラヴ人がこの地に移住してきたとき、彼らによって現在の名前がもたらされた（プレヴェンの名はスラヴ語で「納屋」を意味する「plevnya」か、あるいは「雑草」を意味する「plevel」に由来すると考えられ、2つの語は共に語源を同じくしている）。町の名前が記録されている最古の文献は、1270年のハンガリー国王イシュトヴァーン5世による、ブルガリア遠征に関する勅許である。

### オスマン帝国統治時代
オスマン帝国の当地時代、プレヴェンはオスマン語でプレヴネ（Plevne）と呼ばれ、以前からのブルガリア的な街や文化が保たれていた。ブルガリア民族復興の時代には、多くの教会や学校、橋が建造された。1825年、街で初の世俗的な学校が開校し、1840年にはブルガリアで初めての女子学校が開校、翌年には男子学校も開校した。プレヴェンは、1869年にブルガリアの民族的英雄ヴァシル・レフスキが率いる内部革命組織を構成する革命委員会が初めて設置された場所であった。

### プレヴェン包囲
1877年から1878年にかけての露土戦争の重要な戦場となった。ロシア帝国の皇帝アレクサンドル2世は、オスマン帝国からのブルガリアの解放を目指していた。ロシアとルーマニアの連合軍は大きな痛手を負ったが、プレヴェンをめぐる攻防戦に勝利し、オスマン帝国の衰退を決定的にした。この戦争で、ブルガリアは自治国の地位を与えられ、ルーマニアは完全独立を果たした。ロシアとルーマニアの軍はプレヴェン攻防に5か月を費やし、38000人の死傷者を出し、4度の突撃を敢行し、街を陥落させた。この包囲戦でプレヴナ要塞が陥落し、オスマン・パシャが街を明け渡し、要塞と剣をルーマニア軍の大佐ミハイル・チェルケズ（Mihail Cerchez）に引き渡した1877年11月28日は、ルーマニア独立戦争（Romanian War of Independence）の記念日として記憶されている。
1911年のブリタニカ百科事典第11版は、プレヴェン（「プレヴナ」と記されている）に関する長大な記事を、次のようにまとめている:
| 「 | プレヴナは、失敗が運命づけられながらも執着的に行われる、純然たる受身姿勢での防衛の無用さを示す顕著な事例である。後に続くもののない勝利は無益である。戦略なき戦争は単なる虐殺である。 | 」 |

なお、露土戦争の観戦武官としてロシア陣営にいた山沢静吾は、プレヴェンでの両軍激突時に武功をあげ、戦地にいたアレクサンドル2世から勲章を授けられた。

### 近現代
露土戦争での出来事は、プレヴェンのブルガリア中北部での中核都市としての開発の重要性を示した。その後プレヴェンは急速な人口増加と経済成長を遂げ、地域の文化的な拠点へと成長した。
戦間期の主力政党であった農民政党のブルガリア人民農民同盟（Bulgarian Agrarian National Union）は、1899年にこの地で結成された。

## 住民と宗教

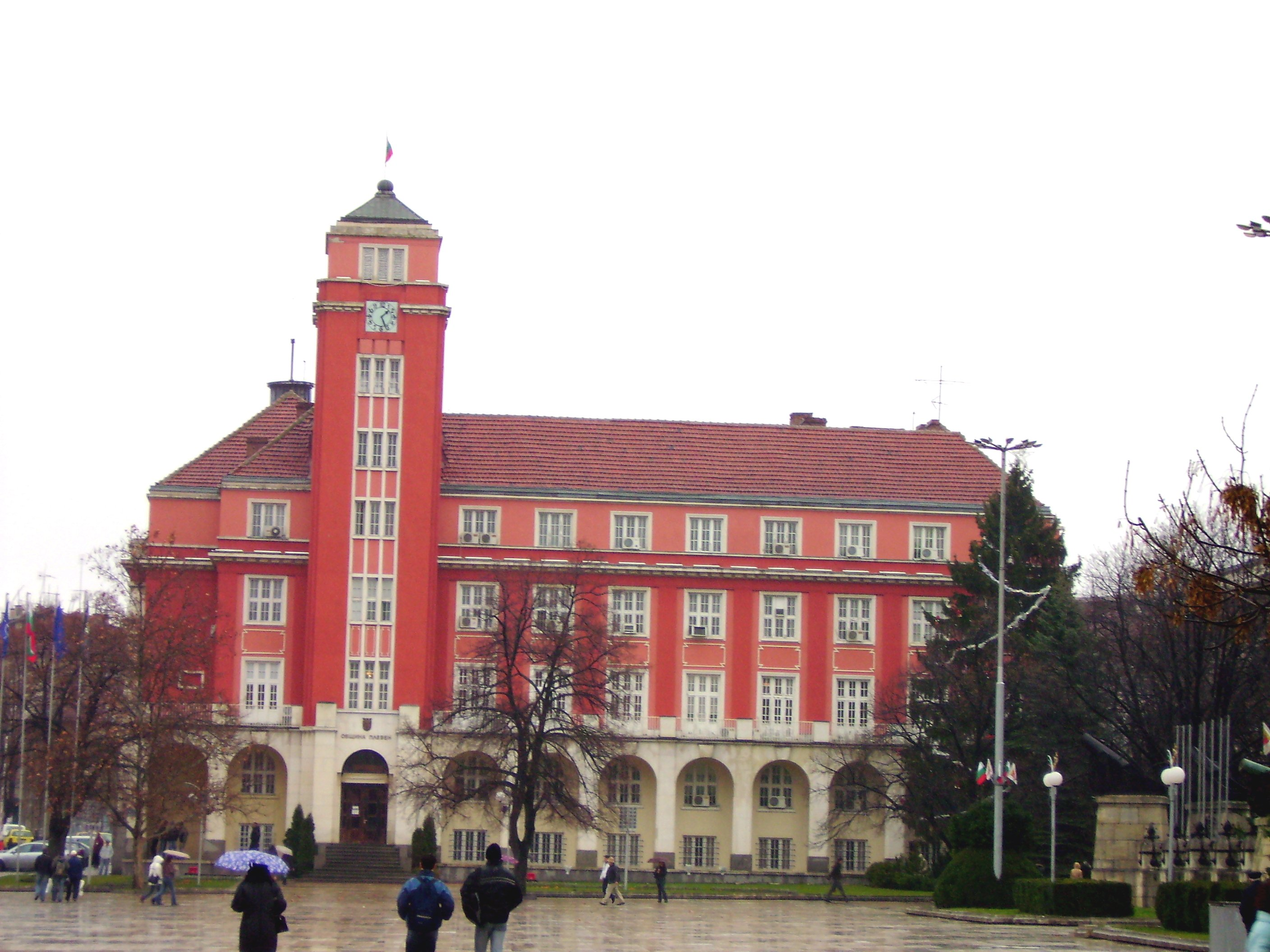
プレヴェン市役所

統計によると、プレヴェンの人口はおよそ13万7千人である。民族別では、人口の94%を占めるのはブルガリア人であり、5%はロマ、その他は1%となっている。
住民の90%は正教徒であり、5%はイスラム教徒である。ブルガリアに2つあるカトリック教会の教区のうちの1つ・ニコポル司教区はプレヴェンを管掌しており、残りの5%の住民はカトリック教徒である。このカトリック教徒の人口比率はブルガリアの都市としては際立っている。
プレヴェンには3つの正教会の聖堂がある。ブルガリア民族復興様式の聖ニコライ聖堂（1834年）は、第二次ブルガリア帝国時代の礼拝堂の場所に建てられた。至聖三者聖堂（1870年）はアンティム1世（Antim I）によって成聖され、この聖堂のある場所には、1523年には聖堂の存在が知られていた。このほかに街には聖パラスケヴァ聖堂（1934年）がある。2005年の時点で、新しい正教会の聖堂がストロゴジヤ広場（Strogoziya）に建造中である。
ローマ・カトリック教会の巨大なファティマの聖母聖堂は2001年に建造が始まった。また、街のイスラム教徒の住民のためのモスクもある。メソジスト教会の礼拝堂もある。
- 正教会の聖ニコライ聖堂
- 正教会の聖堂
- St George the Conqueror Chapel Mausoleum
- メソジスト教会

## 経済
石油精製、機械製造、軽工業、食品産業は、社会主義時代の主要産業であり、1989年の民主化以降、プレヴェンは経済危機に陥った。プラマ石油精製所などの多くの産業設備は閉鎖されるか操業を停止した。しかし、1990年代末から2000年代にかけて軽工業が再興され、既製服の製造が発展した。観光業に関して、社会主義時代はソビエト連邦から多くの観光客を呼び寄せたが、1989年以降は低迷を続けた。その後再び観光産業も再興されていった。その他の産業に関しても、2000年代に入ってから復興が進められた。失業率は2000年には17%であったが、2005年には7.5%にまで低下した。
1990年代末から2000年代にかけて、国外から多くの投資が呼び込まれた。とりわけ、Billaが2店舗、Praktikerが1店舗できた他、複数の大型家電量販店が開業するなど、ハイパーマーケットが急増した。2005年の時点で、プレヴェンへの外国資本の投資額はおよそ2億5千万レヴァ（約1億25百万ユーロ）と見積もられる。
- Technomarket
- Billa 2
- Praktiker
- Technopolis

## 交通
ソフィアとブカレスト、モスクワを結ぶ国際列車がプレヴェンを通過している。欧州自動車道路E85号線は街の北を通過している。ソフィアからヴァルナまでブルガリアを東西に結ぶヘムス高速道路（A2）は、街の16キロ
南を通過する計画である。プレヴェンの市内交通の基幹を担うのはトロリーバスである。トロリーバスは147路線、総延長75キロメートルにのぼり、さらに2つのバス路線がある。トロリーバスの車両は、1985年から1988年に製造されたZIU-682が70台となっている。さらに12キロメートルのトロリーバス路線延長が計画されており、プレヴェン自治体は2009年の開業予定を発表している。

## 電波塔
プレヴェン近郊では、中波と短波を発信する大規模な電波塔がある。プレヴェンの中波送信機は594kHzで運用されており、地面から絶縁された、地上250メートルの2本の支線付マストアンテナを使用している。

## 文化とみどころ

### 歴史的遺産
プレヴェンの歴史的なみどころの多くは露土戦争に関係するものである。戦争に関連する記念碑は200近くある。その中にはSt George the Conqueror Chapel Mausoleumがあり、プレヴェン包囲で死亡したロシアやルーマニアの兵士のために捧げられた。また、スコベレフ公園（Skobelev Park）には納骨堂がある。このほかではプレヴェン展望台（Pleven Panorama）はプレヴェン包囲の記念日に開設された。
- プレヴェン中心部の建物
- 1900年に旧大通り沿いにつくられた建物。現在は銀行となっている
- 旧大通りの銀行
- 街中心部の銀行
- 旧大通り
- 市役所
- 1885年のセルビア・ブルガリア戦争の戦死者に捧げられた記念碑
- 街の中心部

### 文化
プレヴェン地域歴史博物館（Pleven Regional Historical Museum）も観光スポットの一つであり、旧公衆浴場に建てられたスヴェトリン・ルセフ寄贈品展示館（Svetlin Rusev Donative Exhibition）では、ブルガリアの芸術家や、パブロ・ピカソ、フランシスコ・デ・ゴヤ、オノレ・ドーミエ、、マルク・シャガール、モーリス・ドニ、ピエール＝オーギュスト・ルノワール、サルバドール・ダリ、レナート・グットゥーソ（Renato Guttuso）、ウジェーヌ・ドラクロワ、オーギュスト・ロダン、エドガー・ドガなどの国外の芸術家の作品が展示されている。
イヴァン・ラドエフ・ドラマ劇場（Ivan Radoev Dramatic Theatre）はプレヴェンの主要が劇場である。また、多くのチタリシテがある。
- イヴァン・ラドエフ・ドラマ劇場
- スヴェトリン・ルセフ寄贈品展示館
- プレヴェン地域歴史博物館
- ツヴェタン・スパソフ高等学校

## スポーツと休養
プレヴェンはブルガリアにおけるスポーツの拠点のひとつとなっており、テレザ・マリノヴァやグルビン・ボエフスキ（Galabin Boevski）をはじめ、多くのスポーツ選手がプレヴェンで生まれ、あるいは練習を重ねてきた。プレヴェンの体育学校は、ブルガリアで最も高名な体育学校の一つである。
街には2つのサッカー・クラブがあり、PFKスパルタク・プレヴェンとPFKビリテ・オルリ・プレヴェンはそれぞれ独自の競技場を持っている。両チームともブルガリアの2部リーグに属しており、過去に大きな成功を収めたことはないが、スパルタクはプラメン・ゲトフ（Plamen Getov）などのサッカーブルガリア代表選手も輩出している。
スパルタク・プレヴェンの名をもつバスケットボール・チームもあり、1995年には全国選手権、1996年には全国杯で優勝している。チームは1部リーグの常連である。
プレヴェンはカイルカ（Kaylaka、ストロゴシア要塞の遺跡がある）、およびスコベレフ（Skobelev）公園が有名である。後者にはプレヴェン展望台があり、この場所は露土戦争中の戦場跡である。
- イヴァン・ヴァソフ学校の人工芝のサッカー競技場
- カイルカの貯水池

## 著名な出身者

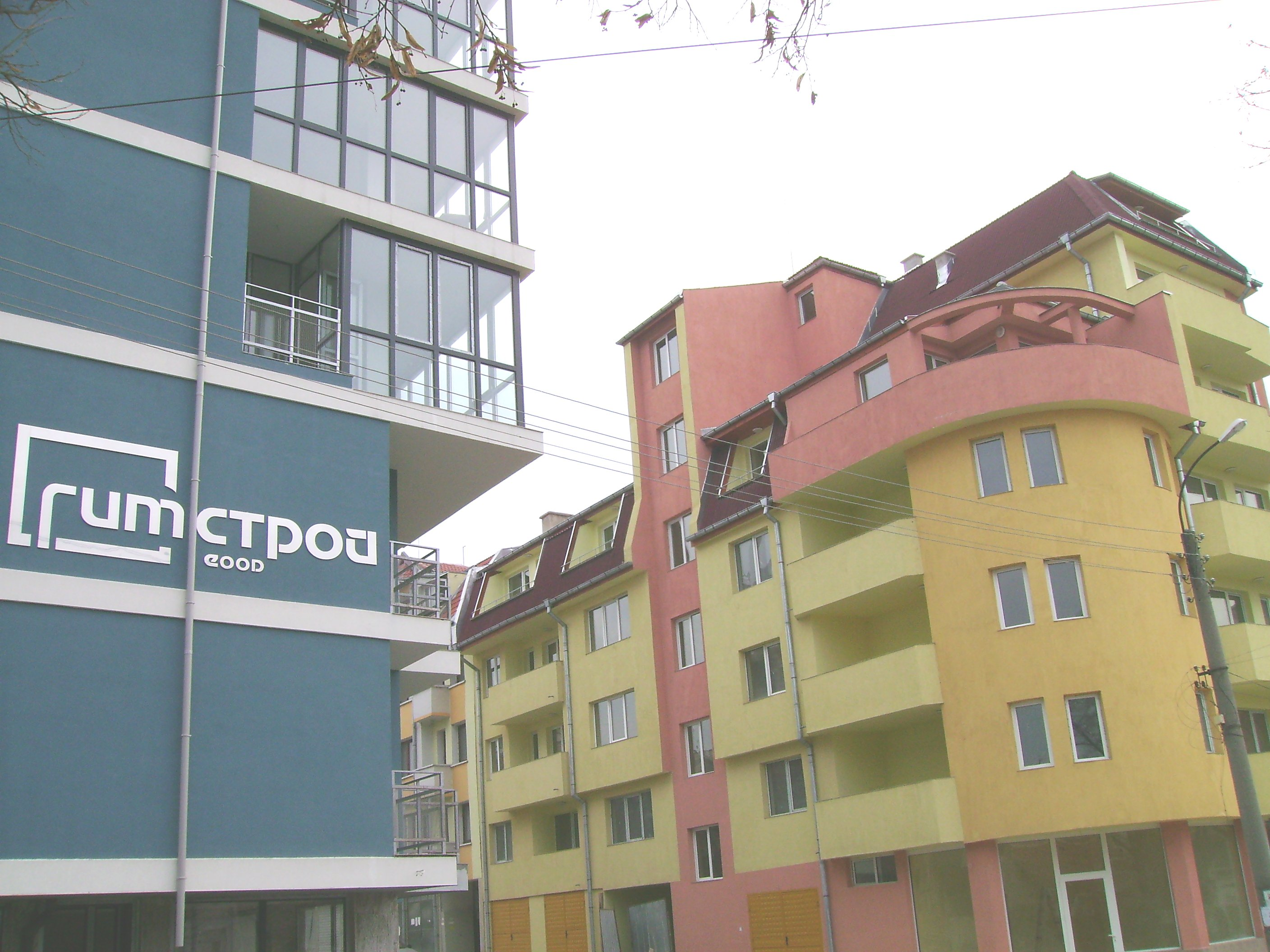
2000年代の集合住宅

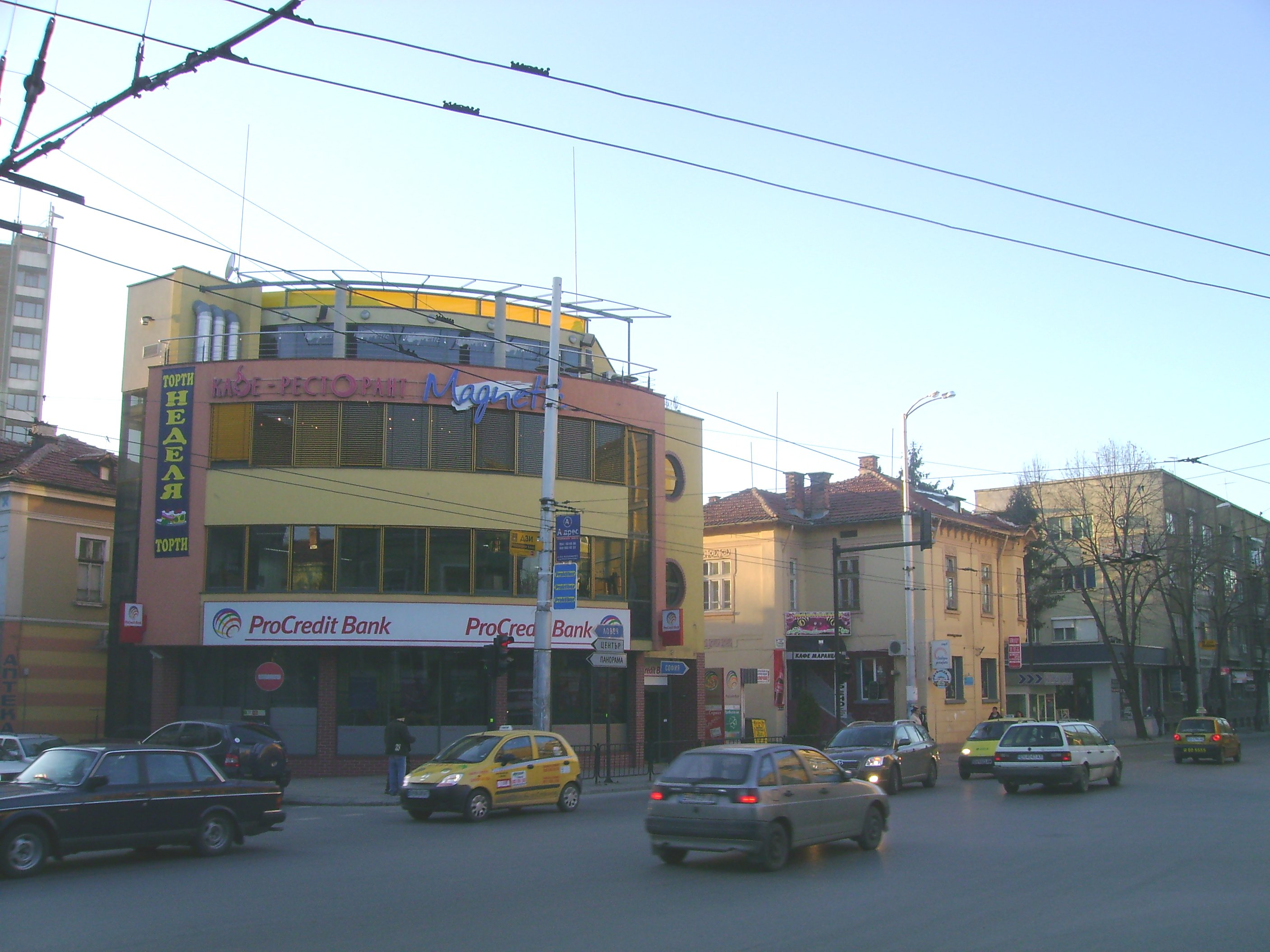
街の中心近くの道路交通

- イリヤ・ベシュコフ（Iliya Beshkov） - 美術家
- リュドミラ・“ルーシー”・デャコフスカ（Lucy Diakovska） - 歌手でノー・エンジェルスのメンバー
- エミル・ディミトロフ（Emil Dimitrov） - 歌手、作曲家
- シルヴィア・ディミトロヴァ（Silvia Dimitrova） - 画家
- テレザ・マリノヴァ - 三段跳選手、シドニーオリンピック 金メダリスト
- スヴェトリン・ルセフ（Svetlin Rusev） - 芸術家
- クラシミル・ランゲロフ（Красимир Рангелов）彫刻家
- スラヴィ・トリフォノフ - 芸能人、歌手、テレビ司会

## 姉妹都市
| - ブレスト, ベラルーシ - 錦州市, 中華人民共和国 - カイザースラウテルン, ドイツ - エデッサ, ギリシャ - ヴォロス, ギリシャ - ビトラ, マケドニア共和国 - カヴァダルツィ（Kavadarci）, マケドニア共和国 - アガディール, モロッコ | - ギマランイス, ポルトガル - モスクワ ロシア - ロストフ・ナ・ドヌ, ロシア - ブライラ, ルーマニア - ゴルニ・ミラノヴァツ（Gornji Milanovac）, セルビア - ブルサ, トルコ - チェルニウツィー, ウクライナ - シャーロッツビル, アメリカ合衆国 |

## プレヴェンにちなんだ名前
- アメリカ合衆国にあるカンザス州のプレヴナ（Plevna）およびモンタナ州のプレヴナ（Plevna）、カナダにあるプレヴナ（Plevna）の名前はプレヴェンに由来しており、1877年のプレヴェン包囲の時の英語呼称プレヴナに由来している。
- イギリスのロンドン、ミドルセックス、ハンプトンの道路はプレヴナ通りと名づけられ、ヴァルナ通りと交差し、1870年代のヴィクトリア様式のテラス付き住宅が並んでおり、いずれも露土戦争時のブルガリアの戦場となった都市名に由来している。
- 南極大陸、サウス・シェトランド諸島、リヴィングストン島のプレヴェン鞍部（Pleven Saddle）は、プレヴェンにちなんで命名されている。

## 町村
プレヴェン基礎自治体（Община Плевен）にはその中心であるプレヴェンをはじめとする、以下の町村（集落）が存在している。
| - Беглеж - Бохот - Брестовец - Бръшляница - Буковлък - Върбица - Горталово - Гривица - Дисевица - Коиловци - Къртожабене - Къшин - Ласкар | - Мечка - Николаево - Опанец - Пелишат - Плевен - Радишево - Ралево - Славяново - Тодоров - Тученица - Търнене - Тръстеник - Ясен |